# Domina (film, 2010)
Domina je český televizní krimifilm režiséra Jiřího Svobody z roku 2010.

## Nástin děje
Poklidnou hladinu života menšího okresního města jednoho dne rozbouří hrůzný nález: v ordinaci vážené zubní lékařky je objevena mrtvola solidní podnikatelky. Na scénu přichází dvojice kriminalistů Jaroslav Falta (Vladimír Dlouhý ve své poslední televizní roli) a Petr Brouček (Michal Dlouhý), aby vyřešili komplikovaný případ, do kterého je zapletena řada místních známých osobností a který se celý točí kolem luxusního pánského podniku.

## Obsazení

### Hlavní a vedlejší role
| Vladimír Dlouhý          | npor. Jaroslav Falta       |
| Michal Dlouhý            | kpt. Petr Brouček          |
| Milan Kňažko             | mjr. Jiří Pulda            |
| Tomáš Töpfer             | Miroslav Kůrka             |
| Markéta Hrubešová        | MUDr. Marta Kůrková        |
| Pavel Nečas              | Pavel Kouble               |
| Petr Halberstadt         | por. Karel Lichtnégl       |
| Simona Koudelová         | Veronika Marková           |
| Josef Jurásek            | Jan Hálek                  |
| Johana Gazdíková         | Žaneta Hálková             |
| Lenka Chadimová          | Dita Hálková               |
| Jan Kolařík              | Stehlík                    |
| Jaroslav Kuneš           | starší lékař na onkologii  |
| Pavel Kunert             | svědek-důchodce se psem    |
| Marek Ronec              | první operativec           |
| Tomáš Sagher             | policejní lékař            |
| Martin Siničák           | druhý operativec           |
| Miroslava Součková       | zdravotní sestra u Kůrkové |
| Martin Škubal            |                            |
| Gabriela Štefanová       | MUDr. Lenka Sedláčková     |
| Zuzana Ščerbová          | Kristýna Racková           |
| Ivana Valešová           | Marie Broučková            |
| Pavla Vitázková-Ptáčková | Radka Lichtnéglová         |
| Radim Koráb              | zdravotník                 |
| Eva Jurůjová             | sousedka Veroniky          |
| Erika Kubálková          | sestra na příjmu           |
| Petr Štěpán              | syn Hálka                  |
| Klára Apolenářová        | barmanka v Lilii           |
| Radim Sasínek            | barman v Nonstop-baru      |
| Helena Pešková           | mladší sestra              |
| Milan Potůček            | zámečník                   |
| Dušan Škubal             | technik OKTE               |

### Hlas
| Jitka Moučková | Veronika Marková |

## Další tvůrci
- dramaturg: Miloš Fedaš, Jaroslav Kravka, David Ziegelbauer
- asistent režie: Lukáš Kořízek
- pomocná režie: Viktor Walter
- asistent produkce: Michael Beran
- vedoucí natáčení: Jiří Hauzner
- masky: Stanislava Novotná, Alena Vlčková
- vedoucí produkce: Darina Levová
- výprava: Veronika Humenčáková, Martin Franzki

## Zajímavost
Film zobrazuje metody a postupy, které využívá moderní kriminalistika.